# Ян Виткевич
Ян Викторович Виткевич, с рождено име Ян Про̀спер Виткѐвич (на полски: Jan Prosper Witkiewicz; на руски: Ян Викторович Виткевич; на латински: Jonas Vitkevičius-Batyras) е руски офицер, изтоковед, пътешественик и дипломат (първи руски посланик в Кабул) от полски произход. Чичо на полския художник Станислав Виткевич.

## Биография
Роден е на 24 юни 1808 г. в село Пашиауше (Пошавше), Вилнюска губерния на Руската империя, в шляхтишкото семейство на Юстина (с моминско име Микуцка) и Викторин Виткевич. Завършва гимназия в близкия град Кражиай (Кроже). През 1823 г. за участие в тайната антиправителствена организация „Черни братя" (Czarni Bracia) е арестуван и осъден, като е изпратен като обикновен войник в Орската крепост, в 5-и линеен батальон на Отделния Оренбургски корпус. Благодарение на добрите си способности и афинитета му към чужди езици за кратко време овладява персийски език и няколко тюркски езика. През 1829 г. през Орск преминава експедицията на Александър Хумболт, с когото Виткевич се сприятелява и известно време му служи за преводач. С ходатайството на Хумболт пред военния губернатор на Оренбург и властите в Санкт Петербург през 1830 г. Виткевич е оправдан и е произведен в чин унтер-офицер.
През 1831 г. е преместен в Оренбург и назначен в Оренбургската погранична комисия, а през май 1832 г. му е присвоено звание портупей-прапоршчик. Освен със задълженията си като преводач Виткевич изпълнява и поръчения от разузнавателно-дипломатичен характер, а също и като строеви офицер участва във въоръжени стълкновения с погранични бандитски банди.
На 9 януари 1835 г. се присъединява към търговски керван и на 2 януари 1836 г. пристига в Бухара. Там тайно се занимава със събиране на информация за политическото положение в Средна Азия, взаимоотношенията между средноазиатските ханства, възгледите на управниците им за Русия и за британските интереси към района. В Бухара се среща и разговаря с британски политически агенти, изпълняващи същата разузнавателна дейност като него. Води сложни преговори с чиновниците на бухарския емир по широк кръг въпроси, в т.ч. освобождаването на руските пленници и перспективите за развитие на руско-бухарските търговски отношения. При завръщането си в Оренбург на 18 април 1836 г., а след това в Санкт Петербург на 2 юли довежда със себе си афгански пратеник за установяване на дипломатически отношения между двете страни, като по време на преговорите, които продължават до май 1837 г. служи като преводач.
След завръщането си от Бухара Виткевич е назначен за адютант на оренбургския губернатор Василий Перовски.
През 1837 г. е изпратен на дипломатическа мисия до Афганистан през Иран. В Иран е приет от руския посланик граф Симонич, който подкрепя борбата на афганския народ срещу англичаните. От Техеран се съпровожда от казашки отряд и тайно се отправя за Кабул. По пътя за там случайно се среща с английски разузнавач, който съобщава на английските власти за тайната му мисия и по пътя до Кабул е непрекъснато следен. Минава през Нишапур (36°12′ с. ш. 58°48′ и. д. / 36.2° с. ш. 58.8° и. д.), пресича Систанската котловина, по долината на река Хашруд, стига до Кандахар и в края на 1837 достига до Кабул. Преговорите в Кабул за установяване на дипломатически отношения между двете държави са неуспешни поради непрекъснатото вмешателство на английските емисари в тях. Нежелаейки изострянето на руско-британските отношения правителството го отзовава от Кабул.
На обратния път Виткевич се спуска по долината на река Хашруд до езерото Хамун, продължава на северозапад и на около 300 км проследява Източно-Иранските планини (включващи планината Кайен, платото Серхед и редица други меридионални хребети), преминава през Тебес (33°36′ с. ш. 56°55′ и. д. / 33.6° с. ш. 56.916667° и. д.), завива на запад и през северните части на пустинята Деще Кевир в началото на 1839 се завръща в Техеран.
На 1 май 1839 г. пристига в Санкт Петербург с всички материали събрани по време на пътешествието си в Афганистан и докато чака аудиенция при императора отсяда в хотел. Сутринта на 9 май е намерен мъртъв в стаята си в хотела. Предполага се, че се е самоубил, понеже до него е намерен пистолет, всички документи и материали са изгорени в камината и е написал предсмъртно писмо до приятелите си. По друга версия обаче се смята, че е убит по причини, свързани с неговите служебни задължения.